# Keith Chisholm
Pour les articles homonymes, voir Chisholm.
Keith Bruce Chisholm, né le 22 décembre 1918 à Petersham (en) et mort le 23 août 1991 à New York, est un pilote de chasse australien.
Il est connu pour son action dans le No. 452 Squadron RAAF pendant la Seconde Guerre mondiale. Après avoir été abattu près de Berck en octobre 1941, il est fait prisonnier au Stalag VIII-B. Il intègre pendant près de deux années la résistance polonaise et française après s'être évadé.